# Fédération régionale espagnole

Sceau de la Fédération des travailleurs de la région espagnole de l'AIT.

La Fédération régionale espagnole (Federación Regional Española) est une organisation ouvrière fondée en tant que section espagnole de la Première Internationale en 1870 et dans laquelle étaient représentées les tendances marxiste et bakouniniste. Elle réunissait divers syndicats et associations ouvrières espagnoles, comme la Fédération des Trois Classes de Vapeur, principale organisation barcelonaise dirigée par Climent Bové.
Évoluant dans la clandestinité, elle se dissout pour se recréer en 1881 sous la forme légale de la Fédération des travailleurs de la région espagnole d'influence bakouniniste.